# ألكساندر أدلر
ألكساندر أدلر (بالفرنسية: Alexandre Adler) هو صحفي ومؤرخ فرنسي، ولد في 23 سبتمبر 1950 في باريس في فرنسا.

## وصلات خارجية
- ألكساندر أدلر على موقع ميوزك برينز (الإنجليزية)